# Parham (Antigua-et-Barbuda)
Pour les articles homonymes, voir Parham.
Parham est une ville côtière et un port situé dans la paroisse de Saint-Peter à Antigua-et-Barbuda.
Sa population était de 1 491 habitants en 2001.